# Mittlere Krümmung
Die mittlere Krümmung ist neben der gaußschen Krümmung ein wichtiger Krümmungsbegriff in der Theorie der Flächen im dreidimensionalen euklidischen Raum {\displaystyle \mathbb {R} ^{3}}, einem Gebiet der Differentialgeometrie.

## Definition
Gegeben seien eine reguläre Fläche im {\displaystyle \mathbb {R} ^{3}} und ein Punkt dieser Fläche. Die mittlere Krümmung {\displaystyle H} der Fläche in diesem Punkt ist das arithmetische Mittel der beiden Hauptkrümmungen {\displaystyle k_{1}} und {\displaystyle k_{2}}. Das heißt, die mittlere Krümmung ist definiert als
{\displaystyle H:={\frac {1}{2}}(k_{1}+k_{2}).}
Von besonderem Interesse sind sogenannte Minimalflächen, für welche {\displaystyle H=0} bzw. {\displaystyle k_{1}=-k_{2}} gilt.
Allgemeiner kann man die mittlere Krümmung für n-dimensionale Hyperflächen des {\displaystyle \mathbb {R} ^{n+1}} durch {\displaystyle H:={\tfrac {1}{n}}\operatorname {Spur} (S)} definieren. Dabei ist {\displaystyle S} die Weingarten-Abbildung und {\displaystyle \operatorname {Spur} } bezeichnet die Spur einer Matrix.

## Berechnung
- Sind {\displaystyle E}, {\displaystyle F}, {\displaystyle G} bzw. {\displaystyle L}, {\displaystyle M}, {\displaystyle N} die Koeffizienten der ersten bzw. zweiten Fundamentalform der Fläche, so gilt die Formel

{\displaystyle H={\frac {LG-2MF+NE}{2(EG-F^{2})}}}
Wenn die Fläche isotherm parametrisiert ist, das heißt, wenn für die Koeffizienten der ersten Fundamentalform {\displaystyle E=G} und {\displaystyle F=0} gilt, dann vereinfacht sich diese Formel zu
{\displaystyle H={\frac {L+N}{2E}}.}
- Ist die betrachtete Fläche der Graph einer Funktion {\displaystyle f} über dem Parameterbereich {\displaystyle U}, also {\displaystyle X(u,v)=(u,v,f(u,v))} für alle {\displaystyle (u,v)\in U}, so gilt für die mittlere Krümmung:

{\displaystyle H={\frac {(1+f_{v}^{2})f_{uu}-2f_{u}f_{v}f_{uv}+(1+f_{u}^{2})f_{vv}}{2{\sqrt {1+f_{u}^{2}+f_{v}^{2}}}^{3}}}}.
Hierbei bezeichnen {\displaystyle f_{u}} und {\displaystyle f_{v}} die ersten und {\displaystyle f_{uu}}, {\displaystyle f_{uv}} und {\displaystyle f_{vv}} die zweiten partiellen Ableitungen von {\displaystyle f}.

## Beispiele
- Die Oberfläche einer Kugel mit Radius {\displaystyle r} hat die mittlere Krümmung {\displaystyle H={\tfrac {1}{r}}}.

- In einem beliebigen Punkt auf der gekrümmten Fläche eines geraden Kreiszylinders mit Radius {\displaystyle r} ist die mittlere Krümmung gleich {\displaystyle H={\tfrac {1}{2r}}}

## Weitere Eigenschaften
- Für eine Fläche {\displaystyle X=X(u,v)} gilt die Gleichung

{\displaystyle H{\vec {n}}=g^{ij}\nabla _{i}\nabla _{j}X,}
mit der Einheitsnormale {\displaystyle {\vec {n}}}, {\displaystyle g_{ij}} als erster Fundamentalform und {\displaystyle \nabla _{i}} der kovarianten Ableitung.
- Wenn eine Fläche {\displaystyle X=X(u,v)} isotherm parametrisiert ist, so genügt sie dem Rellichschen H-Flächensystem

{\displaystyle \Delta X=2HX_{u}\times X_{v}.}
- Ist die Fläche als Niveaufläche einer Funktion {\displaystyle F} gegeben, so gilt

{\displaystyle 2H=-\operatorname {div} {\vec {n}}=-\operatorname {div} {\frac {\nabla F}{|\nabla F|}}.}
Dabei ist {\displaystyle \operatorname {div} } die Divergenz und {\displaystyle {\vec {n}}} das Einheitsnormalenfeld {\displaystyle {\tfrac {\nabla F}{|\nabla F|}}.} Diese Formel heißt Formel von Bonnet und gilt allgemein für n-dimensionale Hyperflächen.